# Moheyan
Hoshang Moheyan was een leraar van het Chinese chanboeddhisme in de tweede helft van de 8e eeuw. Moheyan predikte vooral in Dunhuang, het centrum voor het Chinese boeddhisme, dat sinds omstreeks 780 onderdeel was van het Tibetaanse rijk.
In de klassieke Tibetaanse geschiedschrijving is hij de vertegenwoordiger van die stroming tijdens het debat dat in die geschiedschrijving bekend is als het Concilie van Lhasa.

## Achtergrond
Na de inwijding van Samye, het eerste boeddhistische klooster in Tibet, in 779 waren daar vertegenwoordigers van meerdere boeddhistische stromen aanwezig. Ieder van die stromen kreeg aanhang aan het hof en bij de elite van het land. Uiteindelijk zou de koning Trisong Detsen (742-ca.800) besloten hebben tot een debat. Hierbij zou een leerling van Shantarakshita, Kamalashila, een debat gevoerd hebben met Moheyan.
Moheyan verdedigde het standpunt dat verlichting in principe onmiddellijk kon zijn. Kamalashila, afkomstig uit de madhyamakatraditie van het mahayana verdedigde de meer traditionele opvatting dat verlichting slechts het resultaat kon zijn van geleidelijkheid en afhankelijk van het vergaren van kennis, inzicht en verdiensten.
De koning zou Kamalashila aangewezen hebben als winnaar van het debat. Moheyan werd verbannen en het Chan -boeddhisme zou uit het land verdwijnen. In die traditie betekent het dat in Tibet een definitieve keus gemaakt werd voor een uit India afkomstig boeddhisme.

## Tegenstellingen
Voorstanders van de meer geleidelijke weg hadden een probleem met Chan, omdat dit naar hun mening de essenties van het boeddhisme ontkende, namelijk dat vooral het streven naar deugdzaamheid en het verrichten van goede daden naar verlichting leidde. In hun opvatting ontkende Chan de essentie van en het verschil tussen goed en kwaad in handelen. Chan leraren karakteriseerden de dualiteit tussen deugdzam en niet-deugdzaam, alsmede iedere vorm van tekstanalyse als een van de apecten die het bereiken van echte wijsdom juist belemmerde.
Een uitspraak die aan Moheyan wordt toegeschreven is, dat het  niet uitmaakt of een wolk wit of zwart is, want dat ze beide
het zonlicht blokkeren .
In de latere Tibetaanse geschiedschrijving vanaf de twaalfde eeuw werd Moheyan een symbool voor dwalingen. De veronderstelde nederlaag van Moheyan tijdens het debat werd door met name de gelugtraditie op polemische wijze gebruikt tegen bepaalde Tibetaanse leerstellingen, zoals de Dzogchen, ontstaan binnen de Nyingmatraditie. In die periode waren de Indiase wortels van het Tibetaans boeddhisme al cruciaal voor de geloofwaardigheid van iedere traditie. Door overeenkomsten tussen de Dzogchen en de Chan te benadrukken kon twijfel gecreëerd worden aan de authenticiteit van de teksten van de nyingma.

## Tibetologisch onderzoek

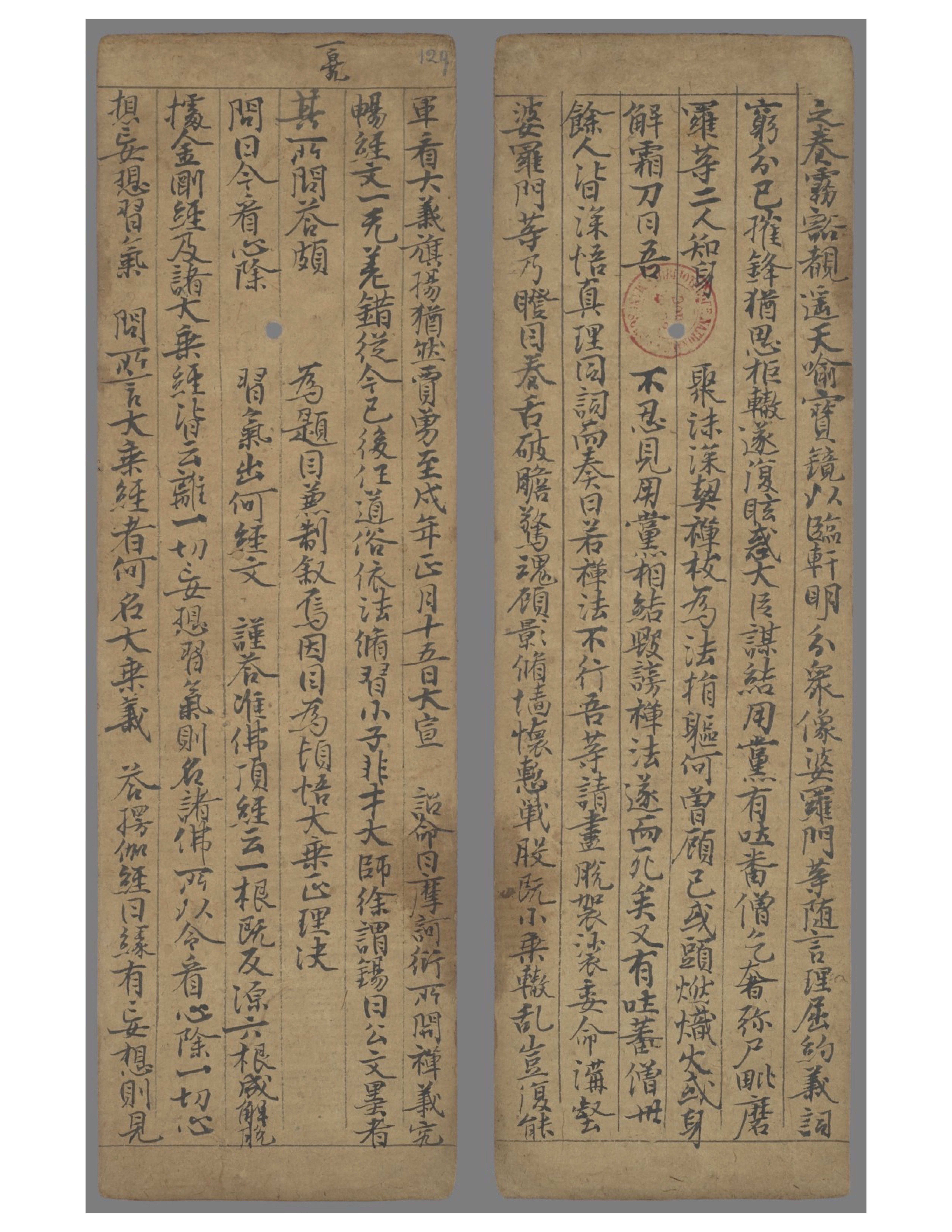
Pelliot chinois 4646;het document waarin Trisong Detsen toestemming geeft de doctrine van Moheyan te praktiseren

Er zijn veel documenten in de manuscripten van Dunhuang aangetroffen die handelen over Chan-boeddhisme. Daaruit wordt duidelijk dat er ook binnen Chan meerdere stromingen en opvattingen waren. Een van die documenten (IOL Tib J 709/4) argumenteert, dat Chan vele verschillende methoden heeft.  Zoals artsen verschillende methoden voor de bestrijding van de ziekten toepassen, blijft de (medische) wetenschap hetzelfde.
Een Chinees manuscript uit Dunhuang (Pelliot chinois 4646) eindigt met een citaat dat aan Trisong Detsen wordt toegeschreven.  De doctrine van de Chan, zoals onderwezen door Moheyan is een volledig gerechtvaardigde ontwikkeling en gebaseerd op de tekst van de soetra's; het is zonder dwalingen. Vanaf heden is zowel monniken als leken toegestaan die onder dit edict te praktiseren.
De meeste tibetologen gaan ervan uit, dat een gelijktijdige mondelinge confrontatie tussen de standpunten tijdens het debat met Kamalashila onwaarschijnlijk is. De meeste opvattingen gaan uit van een schriftelijke uitwisseling van standpunten of een meer rituele voorstelling die op een beleefde manier is afgelopen.
Waarschijnlijk heeft Moheyan in de uitwisseling van standpunten een vrij gematigd standpunt ingenomen.
Er zijn in Dunhuang documenten gevonden met een aantal uitspraken die aan Moheyan worden toegeschreven. Daarin wordt duidelijk, dat hij methoden zoals het bestuderen van de soetra's, nastreven van deugdzame acties gepast vond voor die personen, die niet direct vanuit zichzelf de waarheid konden bereiken. Alleen voor personen, die via meditatie direct de waarheid bereikten was de meer radicale Chan-opvatting de juiste.
Dit is een opvatting, die dichtbij latere Tibetaanse leraren staat, zoals Longchenpa (1308 - 1364 )
In de klassieke Tibetaanse geschiedschrijving wordt een tegenstelling opgeroepen tussen uit China dan wel uit India afkomstig boeddhisme. Dat is historisch onjuist. Moheyan was zeker niet representatief voor het Chinese boeddhisme meer in het algemeen. Er waren in die periode ook al uit India afkomstige leermeesters in Tibet die tantrische vormen van boeddhisme predikten met een aanzienlijk minder conventionele moraal dan Moheyan.
Moheyan werd ook niet verbannen, zoals de klassieke Tibetaanse geschiedschrijving meldt. Hij keerde terug naar Dunhuang. Uit andere daar gevonden documenten wordt duidelijk, dat hij in de laatste periode van zijn leven daar een steunpilaar was van het Tibetaanse militaire bestuur over de regio.
Chan-boeddhisme verdween ook zeker niet na het debat, maar bleef tot in de tiende eeuw in Tibet aanwezig.